# Rezervația naturală Dealul Bujorului
Rezervația naturală Dealul Bujorului este o arie protejată de interes național ce corespunde categoriei a IV-a IUCN (rezervație naturală de tip floristic), situată în județul Tulcea pe teritoriul administrativ al comunei Ciucurova.

## Localizare
Aria naturală se află în zona central-nordică a Podișul Nord-Dobrogean în partea central-vestică a județului Tulcea, pe teritoriul nordic al satului Ciucurova, în apropierea drumului național DN22D care leagă localitatea Slava Cercheză de satul Horia.

## Descriere

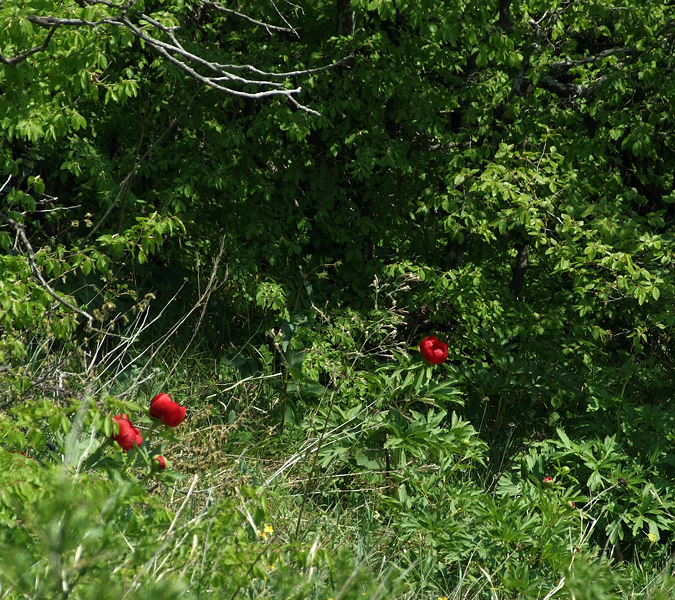
Bujor românesc (Paeonia peregrina Mill. var. romanica)

Rezervația naturală a fost declarată arie protejată prin Legea Nr.5 din 6 martie 2000, publicată în Monitorul Oficial al României, Nr.152 din 12 aprilie 2000 (privind aprobarea Planului de amenajare a teritoriului național - Secțiunea a III-a - zone protejate) și se întinde pe o suprafață de 50,80 ha..
Aria naturală reprezintă o zonă cu poieni, pajiști și păduri de șleau aflată în versantul sudic al Delului Bujorilor (în vestul Podișului Babadag) ce adăpostește și protejază o specie floristică rară (ce aparține familiei Paeoniaceae), cunoscută sub denumirea populară de bujor românesc (Paeonia peregrina Mill. var. romanica).